# 옌스 슈판

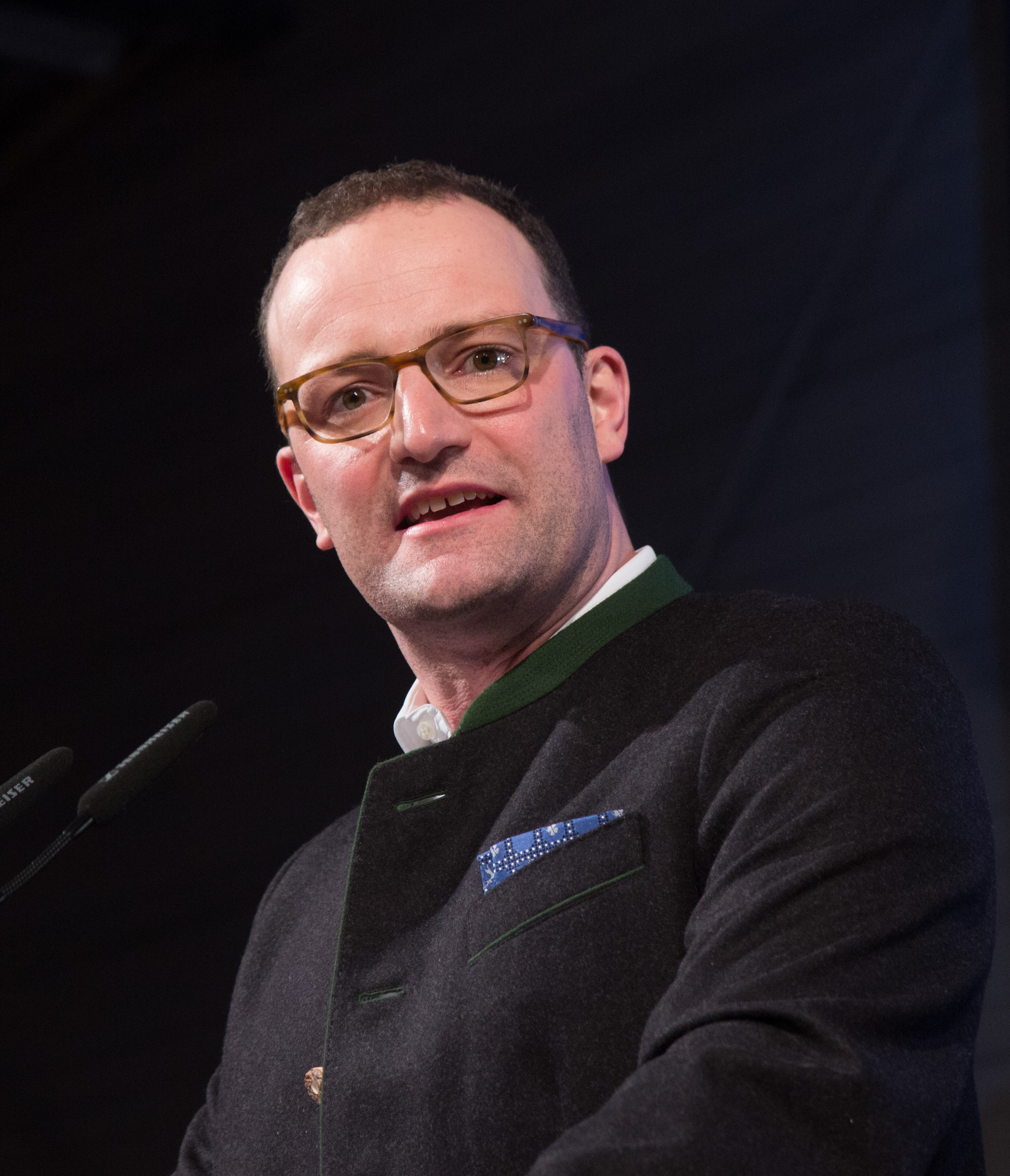

옌스 슈판(독일어: Jens Spahn, 1980년 5월 16일 ~ )은 독일의 정치인으로 현재 제4차 메르켈 내각에서 보건부 장관을 지내고 있는 중이다. 현재 슈타인푸르트 갑·보어켄 갑 선거구의 국회의원을 지내고 있는 중이며, 중도좌파 독일 사회민주당(SPD; 이하 사민당)과 연정 중인 중도우파 독일 기독교민주연합(CDU; 이하 기민련)의 당원이기도 하다.
2002년 22세에 국회의원으로 당선되었으며, 당시 기민련 의원으로서는 최연소였다. 제15대, 제16대, 제17대 의원을 지낸 그는 연금개혁의 후원자이기도 했다. 제17대 국회에서 국회 보건위원 및 보건·보건정책 실무단 의장을 맡고 있으며, CDU/CSU 원내 교섭단체 보건위원회 대변인을 역임하고 있는 중이다.
2018년 전당대회에서 앙겔라 메르켈 총리가 연임 불출마 의사를 밝히자, 슈판은 이에 출마를 선언했으나, 1차 투표에서 3위로 낙마했으며, 최종적으로는 안네그레트 크람프카렌바우어가 당선되었다. 2020년 2월 크람프카렌바우어가 사임을 선언한 이후 치러진 전당대회에서는 불출마를 선언한 대신 아르민 라셰트를 지지했다.